# Любша (Ивано-Франковская область)
Любша (укр. Любша) — село в Рогатинской городской общине Ивано-Франковского района Ивано-Франковской области Украины.
Население по переписи 2001 года составляло 246 человек. Занимает площадь 5,627 км². Почтовый индекс — 77010. Телефонный код — 03435.